# Cogua
Cogua es un municipio colombiano del departamento de Cundinamarca ubicado en la provincia de Sabana Centro, a 39
km de Bogotá. Cogua es conocido principalmente por el Embalse del Neusa, lugar frecuentado para acampar y practicar deportes acuáticos. Dista pocos kilómetros del núcleo urbano de Zipaquirá.

## Toponimia

### Origen lingüístico[3]
- Familia lingüística: Chibcha
- Lengua: Muysccubun

### Significado
El topónimo «Cogua», en muysc cubun (Idioma muisca) significa «apoyo del cerro»,  según el diccionario de Acosta Ortegón. Cogua presenta los vocablos co "apoyo, fuerza", gua "cerro, cordillera". El sentido de "apoyo" se interga en la palabra "fuerza, ya que la fuerza es la potencia que genera apoyos y alianzas.

### Origen / Motivación
El municipio ha sido llamado Cogua desde tiempos prehispánicos. Es una expresión que designa la relación y apropiación entre el pensamiento muysca y la unidad de relieves que contiene su región.

### Nombres históricos
- Santísima Trinidad de Cogua (1779)

## Historia
Cuando el oidor Luis Enríquez fundó Zipaquirá por auto de 17 de julio de 1600, agregó y pobló en dicha población a los indios de Cogua, Némeza y Peza. El traslado al nuevo Zipaquirá no se cumplió, pues en agosto de 1604 vino a visitarlos en su asentamiento originario el oidor Lorencio de Terrones, quien reunió en Cogua a los de Némeza y Peza formando un solo pueblo, en el cual mandó hacer iglesia por comisión de la Real Audiencia, siendo por consiguiente esta fecha la de fundación del actual municipio.
La iglesia fue contratada en Santa Fe mediante escritura de 22 de abril de 1605 con el albañil Domingo Pérez. En octubre de 1638 visitó Cogua el oidor Gabriel de Carvajal y amparó a los indios en la posesión de sus resguardos. El 10 de febrero de 1751 los visitó el fiscal José Antonio de Peñalver, en cuya diligencia figuraron 375 indios.
En la visita del oidor Joaquín de Aróstegui y Escoto iniciada el 5 de junio de 1758 se registraron 329 indios. Por auto de la misma fecha fundó la casa hospital para la curación de los indios enfermos, viudas, huérfanos y necesitados. En febrero de 1767 el fiscal Francisco Antonio Moreno y Escandón pidió la reparación de la iglesia de Cogua luego de ver su estado ruinoso, y atendiendo la solicitud de José Sutaneme, los vecinos contrataron al alarife Juan Pinto para repararla, lo cual se hizo en nueve meses.
El 12 de julio de 1777 el corregidor Eustaquio Galavis en su informe al Virrey estableció que el escaso número de indios no justificaba mantener el pueblo y reconstruir la iglesia; en consecuencia pidió extinción y traslado de los indios a Tocancipá. Sin embargo, los coguas se negaban rotundamente a abanadonar su pueblo. El traslado del pueblo no se ejecutó y el 28 de septiembre de 1778 el notable Tomás Forero de Chávez informó que no se habían trasladado a Tocancipá, en tanto que el teniente corregidor de Ubaté notificaba al vecindario que hiciera solicitud de la parroquia. El censo levantado el 14 de enero siguiente por el cura interino Florencio de Sotomayor dio 1.195 blancos en 218 familias.
La parroquia fue aprobada por decreto del virrey Manuel Antonio Flórez Maldonado de febrero de 1779 con el nombre de Santísima Trinidad de Cogua, con los mismos límites que tenía el curato. El 24 de marzo siguiente se libró el título correspondiente y se pidió a los vecinos candidato para cura, que vino a serlo Francisco Antonio Forero, quien quiso trasladar el pueblo. En 1805 todavía no se erigía su parroquia como consecuencia de los pleitos establecidos.

### Periodo de los Comuneros
En la vereda El Mortiño se llevó a cabo la firma del tratado de negociaciones entre el arzobispo Antonio Caballero y Góngora y los comuneros, a la cual se le denominó Capitulaciones de Zipaquirá. Pero en realidad lo que sucedió en El Mortiño fue que la comisión de negociadores parlamentó allí con los jefes de los sublevados quienes presentaron un pliego de 35 demandas. La comisión decidió acceder a todas las demandas y se firmaron unas capitulaciones que fueron aprobadas por la Real Audiencia. En ellas se rebajaban ciertos impuestos, se suprimían otros, se atenuaban sus recaudos y se convenía en dar preferencia a los americanos sobre los españoles para algunos cargos en los que estos eran mal vistos. También se acordó perdonar toda falta a los comuneros.
La negociación finalizó con un juramento ante los Evangelios y una misa solemne presidida por el arzobispo, quien procedió a convencer a los insurrectos de marchar a sus hogares.

## Geografía

### Límites

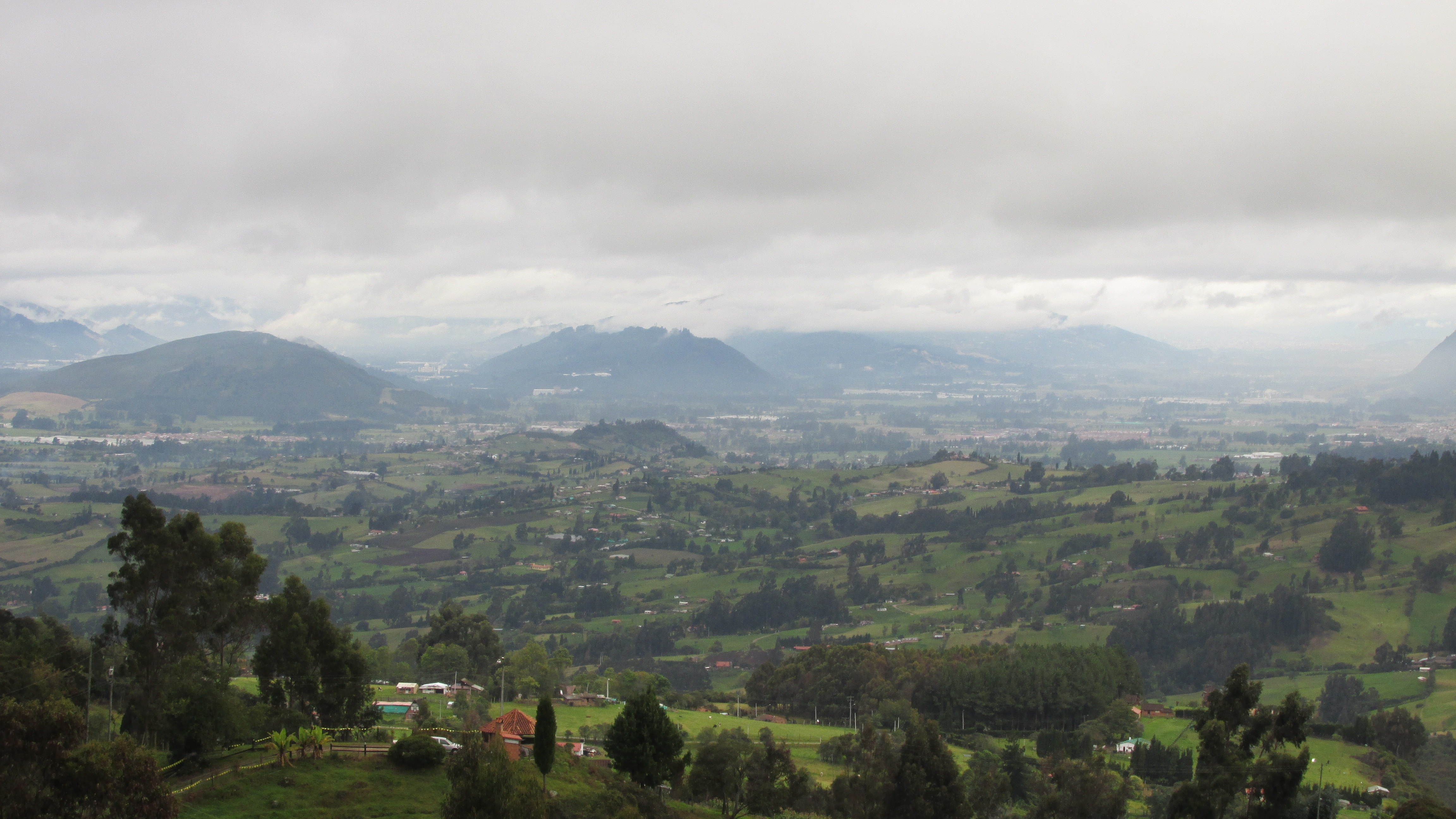
Vista panorámica del sector rural de Cogua.

| Noroeste: Pacho     | Norte: Tausa   | Nordeste: Nemocón |
| Oeste: Pacho        |                | Este: Nemocón     |
| Suroeste: Zipaquirá | Sur: Zipaquirá | Sureste: Nemocón  |

### División Político-Administrativa
Su cabecera municipal se encuentra dividida en los barrios: La Granja, San José, San Antonio, San Antonio, Centro, Los Sauces, Planetario, Ospina, Las Mercedes, Villa Nohora, Las Villas, Rincón de Cogua, Villa Daniela, Portales, Santa María del Valle, El Retén, Claro de Luna, Portales del Rodamonte, Portales de Cogua.
Cogua tiene bajo su jurisdicción los siguientes centros poblados: El Cascajal, El Durazno, El Mortiño, El Olivo, El Altico, La Chapa, La Plazuela, Rincón Santo, Rodamontal y San Antonio
Además, el municipio está compuesto con las siguientes veredas: Casa Blanca, Patasica, Páramo Alto, Quebrada Honda, Neusa, Barro Blanco, Cardonal, Susagua.

## Economía
La economía del municipio de Cogua se basa en la agricultura, agroindustria, turismo e industria, de la que son notables las fábricas de ladrillo, las fábricas de lácteos y la fábrica de vidrios PELDAR. Tiene además grandes reservorios de agua acompañados de una gran extensión de reserva forestal en la parte occidental del municipio.

## Instituciones de educación
Urbanas:
- Escuela experiencial La Semilla
- Institución Educativa Departamental Las Villas.
- Colegio Cooperativo de Cogua.
- Colegio Campestre Nueva Generación.
- Liceo Andino.

Rurales:
- Colegio Divino Niño.
- I.E.D. El Altico.
- I.E.D. El Mortiño.
- I.E.D. La Plazuela.
- I.E.D. Posprimaria Rural Las Margaritas.

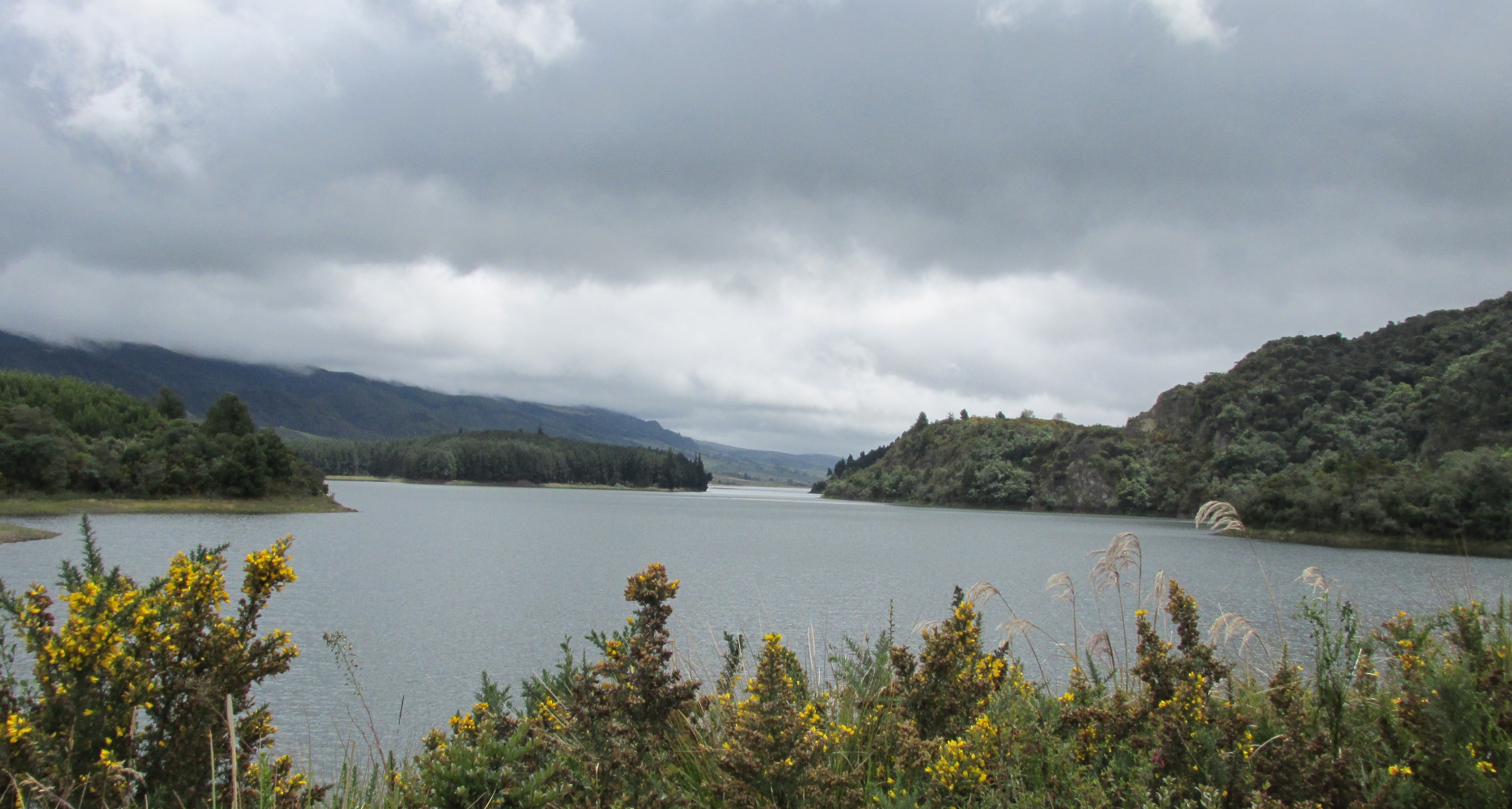
Embalse del Neusa.

- Instituto Pedagógico Escalemos.

## Turismo
- Complejo Deportivo Municipal Apoyo del Cerro. Es un lugar ideal para conocer ya que contiene varias atracciones, como canchas de tenis, fútbol, cancha multifuncional, el Coliseo Municipal, el skatepark más grande de Colombia[4] y uno de los más grandes de América del Sur y América Latina, áreas Verdes, gimnasio equipado para todo el público, parque infantil equipado.
- Cerro El Púlpito
- Embalse del Neusa
- Pictogramas muiscas en la vereda Patasica
- Parque Río Neusa
- Sector Cascajal: conocido por su gran vegetación y espectaculares cascadas, cercano al Cerro El Púlpito.

El Río Neusa es uno de los más bellos lugares para poder visitar ya que tiene una espectacular vista y variados tipos de vegetación.
- Parque Principal: Uno de los más hermosos del norte de Cundinamarca y Sabana Centro
- Caminatas ecológicas en las diferentes veredas del municipio
- En 2020 Carlos Vives grabó el videoclip de su canción "No te vayas" en la plaza central de Cogua.

### Turismo religioso
- Capilla de la Plazuela
- Cementerio Indio
- El Hogar de Nazareth
- Foyer de Charité. En este lugar podrá tener la posibilidad de realizar retiros espirituales, durante todo el año, con excelente servicio de alojamiento y alimentación
- Iglesia Central

## Gastronomía
La gastronomía de Cogua es variada, pues ofrece platos típicos de todas las regiones del país; pero en Cogua se prepara la mejor fritanga en Colombia. En Cogua hay varios restaurantes o piqueteaderos que son visitados por turistas nacionales y extranjeros, entre los cuales podemos encontrar:
- Piqueteadero San Martín, considerado "la mejor morcilla" de los alrededores de Bogotá.[5][6]
- piqueteadero El Rodamonte
- Piqueteadero La Pikada
- Piqueteadero La Planta
- Piqueteadero El Choncho
- Piqueteadero El Pino
- Piqueteadero Los Sauces
- Piqueteadero Trinidad
- Piqueteadero Los Yugos
- Las Delicias
- El Molino

## Servicios públicos
- Energía Eléctrica: Enel, es la empresa prestadora del servicio de energía eléctrica.
- Gas Natural: Vanti es la empresa distribuidora y comercializadora de gas natural en el municipio.